# Sweet Home Alabama
Pour les articles homonymes, voir Sweet Home Alabama (homonymie).
Singles de Lynyrd Skynyrd
Don't Ask Me No Questions
(1974) Free Bird
(1974)
Sweet Home Alabama est une chanson du groupe de rock américain Lynyrd Skynyrd, sortie en 1974 sur leur second album, Second Helping. Elle est composée en réaction à deux chansons de Neil Young, Southern Man et Alabama, où celui-ci dénonçait le racisme des habitants des États du sud des États-Unis.

## Polémiques
Sweet Home Alabama contribue à l’image « raciste » de Lynyrd Skynyrd. En effet, le groupe utilisait régulièrement le drapeau de l’armée des États confédérés comme décor pour ses concerts ; ce drapeau apparaît aussi sur la pochette de Sweet Home Alabama. Le titre a de plus été très populaire chez les conservateurs, classé parmi « les 50 plus grandes chansons conservatrices de rock » et qualifié d’« hommage à la région de l’Amérique que les liberals (« gens de gauche » au sens américain) aiment détester » par John J. Miller, dans le National Review Online. Indépendamment des controverses politiques, il a été signalé que la ligne vocale principale chantée par Van Zant semble inspirée par la chanson de 1966 You're looking fine du groupe britannique The Kinks.
Au deuxième couplet, le groupe attaque Neil Young (« mister Young »), qui a écrit deux chansons (Southern Man et Alabama) sur le Sud dénonçant le racisme et le conservatisme de ces États. Au troisième couplet, il est fait allusion au gouverneur de l'Alabama, George Wallace, qui siège à Birmingham (la plus grande ville de l’État, la capitale étant Montgomery). Là encore, cela passe pour un soutien populaire au gouverneur Wallace qui soutenait à l'époque ouvertement la ségrégation raciale (« segregation forever »). Il reniera par la suite ces idées.
Ronnie Van Zant déclare : « Nous avons pensé que Neil tirait sur tous les canards pour en tuer un ou deux », voulant dire par là que Neil Young mettait tous les Sudistes dans le même sac. Au sujet du gouverneur, il explique : « Les paroles au sujet du gouverneur de l’Alabama ont été mal comprises. Le grand public n’a pas noté les « boo! boo! boo! » (À bas ! À bas ! À bas !) » des choristes Clydie King et Merry Clayton (toutes deux noires) et qui auraient eu l’aval du groupe. Il ajoute « nous avons essayé d’obtenir que Wallace parte d’ici. »
Le journaliste John Swenson pense que la chanson est plus complexe que l’on ne peut le penser, même si elle peut apparaître uniquement comme un soutien à Wallace. Mais Van Zant a dit lui-même que « Wallace et moi avons très peu de choses en commun […] je n’aime pas ce qu’il dit sur les personnes de couleur. »
Certains pensent que la chanson ne doit pas être prise au premier degré, Ronnie Van Zant maniant facilement l’ironie, comme le prouvera un peu plus tard Workin’ for the MCA. En 1976, Van Zant et le groupe ont soutenu par des concerts et des collectes de fonds la candidature du démocrate Jimmy Carter, originaire de l’État voisin de Géorgie et très proche à ses débuts politiques de George Wallace.
Neil Young a répondu à ces explications via la chanson Walk On (sur l’album On the Beach), et il compose trois chansons — Powderfinger, Sedan Delivery et Captain Kennedy — qu’il propose au groupe. Ronnie Van Zant retient la première pour figurer sur un futur LP qu’il ne put cependant jamais réaliser. La chanson est finalement enregistrée par Neil Young sur Rust Never Sleeps en 1979, album où l’on trouve également Sedan Delivery, tandis qu’un an plus tard, il immortalise Captain Kennedy sur Hawks & Doves. Il interprète même Sweet Home Alabama plusieurs fois en concert qu’il dédie à « deux amis qui sont au ciel ».

## Musiciens
Lynyrd Skynyrd
- Ronnie Van Zant – chant
- Allen Collins – guitare rythmique
- Gary Rossington – guitare électrique rythmique et acoustique
- Ed King – guitare solo, chœurs
- Billy Powell – piano
- Leon Wilkeson – basse, chœurs
- Bob Burns – batterie

Choristes
- Merry Clayton – chœurs
- Al Kooper – chœurs
- Clydie King – chœurs

## Reprises

### En musique
- Hank Williams, Jr., sur son album Hank Live en 1987.
- Warren Zevon reprend la mélodie pour son titre Werewolves of London en 1978.
- Eminem exécute une version rap dans le film 8 Mile avec Mekhi Phifer.
- Leningrad Cowboys avec les Chœurs de l'Armée rouge.
- Javier Calamaro, chanteur argentin, a réalisé une chanson en espagnol intitulée Sweet Home Buenos Aires.
- Kid Rock reprend le titre dans le single All Summer Long sorti en juillet 2008 où il évoque un été passé à écouter le titre de Lynyrd Skynyrd.
- Jewel reprend le titre dans la bande son du film Sweet home Alabama en 2002.
- Le groupe Poison reprend le titre dans l’un de ses concerts à Miami.
- Le groupe The Eagles reprend le titre.
- Le groupe Rockapella (en) reprend le titre en 2000.
- Le groupe Guns N' Roses reprend le titre dans l’un de ses concerts : Live at the Ritz.
- Sur son album La Peur, sorti en 1982, Johnny Hallyday chante une réadaptation en français de cette chanson par Eddy Mitchell, intitulée Cartes Postales D’Alabama.
- Le groupe punk rock espagnol Siniestro Total a repris cette chanson sous le titre Miña terra galega sur l'album Menos mal que nos queda Portugal en 1984.
- Le groupe fondateur du rock sudiste, The Outlaws, reprend cette chanson.

### Au cinéma
Sweet Home Alabama a été utilisée dans les bandes son de plusieurs films, dont Prête à tout, Massacre à la tronçonneuse (The Texas Chainsaw Massacre), 8 Mile, USS Alabama, Forrest Gump, Joe La Crasse (Joe Dirt), Fashion victime (qui porte le même nom que la chanson en version originale), The Girl Next Door, Sahara, Les Ailes de l'enfer et Lassie, Moi, moche et méchant, ainsi que dans les séries Malcolm et Les Simpson (épisode Le fils à maman), où Marge et Bart chantent le début de la chanson en français.

### Jeux vidéo
- Dans les playlists :
  - Guitar Hero: On Tour Decades sur Nintendo DS ;
  - Guitar Hero World Tour sur Wii, PlayStation 2, Xbox 360 et PlayStation 3 ;
  - Guitar Rock Tour 2 (en) sur iPhone/iPod Touch ;
  - Rocksmith sur PlayStation 3 et Xbox 360.
- Via le juke-box du bar dans la campagne solo des Terrans de StarCraft II.
- Elle apparaît dans l'intro et dans le menu principal de NASCAR Thunder 2002.